# فلورال بارك (نيويورك)
فلورال بارك (بالإنجليزية: Floral Park, New York)‏ هي بلدة تقع في الولايات المتحدة في مقاطعة ناسو، نيويورك. يقدر عدد سكانها بـ 15,863 نسمة ومساحتها 3.5 كم2 وترتفع عن سطح البحر 28 متر.

## التركيبة السكانية
حدّد مكتب تعداد الولايات المتحدة بيانات التركيبة السكانية لفلورال بارك في تعداد الولايات المتحدة. في ما يلي، التركيبة السكانية حسب تعدادي 2000 و2010.

### تعداد عام 2000
بلغ عدد سكان فلورال بارك 15,967 نسمة بحسب تعداد عام 2000، وبلغ عدد الأسر 5,770 أسرة وعدد العائلات 4,257 عائلة مقيمة في القرية. في حين سجلت الكثافة السكانية 4,315.4 نسمة لكل كيلومتر مربع (11,176.8/ميل2). وبلغ عدد الوحدات السكنية 5,892 وحدة بمتوسط كثافة قدره 1,592.4 لكل كيلومتر مربع (4,124.3/ميل2).
وتوزع التركيب العرقي للقرية بنسبة 93.56% من البيض و0.46% من الأمريكيين الأفارقة و0.06% من الأمريكيين الأصليين و3.88% من الأمريكيين ذوي الأصول الآسيوية و0.03% من سكان جزر المحيط الهادئ و1.03% من الأعراق الأخرى و0.98% من عرقين مختلطين أو أكثر و5.38% من الهسبانيون أو اللاتينيون من أي عرق.
بلغ عدد الأسر 5,770 أسرة كانت نسبة 35.8% منها لديها أطفال تحت سن الثامنة عشر تعيش معهم، وبلغت نسبة الأزواج القاطنين مع بعضهم البعض 60.9% من أصل المجموع الكلي للأسر، ونسبة 9.9% من الأسر كان لديها معيلات من الإناث دون وجود شريك، بينما كانت نسبة 3% من الأسر لديها معيلون من الذكور دون وجود شريكة وكانت نسبة 26.2% من غير العائلات. تألفت نسبة 23.1% من أصل جميع الأسر من عدة أفراد يعيشون في نفس المنزل ونسبة 11.6% كانت تتألف من شخص يعيش بمفرده يبلغ من العمر 65 عاماً أو أكثر. وبلغ متوسط حجم الأسرة المعيشية 2.76، أما متوسط حجم العائلات فبلغ 3.30.
بلغ العمر الوسطي للسكان 39.9 عاماً. وكانت نسبة 24.5% من القاطنين تحت سن الثامنة عشر، وكانت نسبة 6.4% بين الثامنة عشر والرابعة والعشرين عاماً، ونسبة 28.3% كانت واقعةً في الفئة العمرية ما بين الخامسة والعشرين والرابعة والأربعين عاماً، ونسبة 25.3% كانت ما بين الخامسة والأربعين والرابعة والستين، ونسبة 15.5% كانت ضمن فئة الخامسة والستين عاماً فما فوق. يوجد لكل 100 أنثى 89.4 ذكر، ويوجد لكل 100 أنثى في الثامنة عشر من عمرها فما فوق 85.5 ذكر.
بلغ متوسط دخل الأسرة في القرية 73,719 دولارًا، أما متوسط دخل العائلة فبلغ 87,243 دولارًا. وكان متوسط دخل الذكور 56,527 دولارًا مقابل 38,592 دولارًا للإناث. وسجل دخل الفرد الخاص بالقرية 31,183 دولارًا. وكانت نسبة 2.2% من العائلات ونسبة 3.1% من السكان تحت خط الفقر، وكان من هؤلاء نسبة 1.9% تحت سن الثامنة عشر ونسبة 6.4% في الخامسة والستين من العمر وما فوق.

### تعداد عام 2010
بلغ عدد سكان فلورال بارك 15,863 نسمة بحسب تعداد عام 2010، وبلغ عدد الأسر 5,680 أسرة وعدد العائلات 4,209 عائلة مقيمة في القرية. في حين سجلت الكثافة السكانية 4,287.3 نسمة لكل كيلومتر مربع (11,104.1/ميل2). وبلغ عدد الوحدات السكنية 5,909 وحدة بمتوسط كثافة قدره 1,597 لكل كيلومتر مربع (4,136.2/ميل2).
وتوزع التركيب العرقي للقرية بنسبة 87.03% من البيض و1.35% من الأمريكيين الأفارقة و0.08% من الأمريكيين الأصليين و6.91% من الأمريكيين ذوي الأصول الآسيوية و0.02% من سكان جزر المحيط الهادئ و2.58% من الأعراق الأخرى و2.03% من عرقين مختلطين أو أكثر و8.77% من الهسبانيون أو اللاتينيون من أي عرق.
بلغ عدد الأسر 5,680 أسرة كانت نسبة 34.7% منها لديها أطفال تحت سن الثامنة عشر تعيش معهم، وبلغت نسبة الأزواج القاطنين مع بعضهم البعض 61.8% من أصل المجموع الكلي للأسر، ونسبة 9.4% من الأسر كان لديها معيلات من الإناث دون وجود شريك، بينما كانت نسبة 2.9% من الأسر لديها معيلون من الذكور دون وجود شريكة وكانت نسبة 25.9% من غير العائلات. تألفت نسبة 22.8% من أصل جميع الأسر من عدة أفراد يعيشون في نفس المنزل ونسبة 10.5% كانت تتألف من شخص يعيش بمفرده يبلغ من العمر 65 عاماً أو أكثر. وبلغ متوسط حجم الأسرة المعيشية 2.79، أما متوسط حجم العائلات فبلغ 3.33.
بلغ العمر الوسطي للسكان 42.3 عاماً. وكانت نسبة 23.1% من القاطنين تحت سن الثامنة عشر، وكانت نسبة 7.6% بين الثامنة عشر والرابعة والعشرين عاماً، ونسبة 23.2% كانت واقعةً في الفئة العمرية ما بين الخامسة والعشرين والرابعة والأربعين عاماً، ونسبة 31.3% كانت ما بين الخامسة والأربعين والرابعة والستين، ونسبة 14.8% كانت ضمن فئة الخامسة والستين عاماً فما فوق. وتوزع التركيب الجنسي للسكان بنسبة 48.7% ذكور و51.3% إناث.

## أعلام
- زيندن هاميلتون
- أليكس كورد
- بيت نيس
- ديانا دايموند